# Stevie Young
Stevie Young (sz. Stephen Crawford Young) ausztráliai gitáros, aki Skóciában született 1956. november 12-én.
Nagybátyjai, Angus Young és Malcolm Young az AC/DC alapító tagjai. Apja Stephen Young. Az 1988-as turnén, az USA-beli Blow Up Your Video albumon, Malcolm Youngot helyettesítette, aki akkor épp alkoholelvonó kúrán volt. Mivel akkoriban nagyon hasonlított Malcolmra, és játékstílusuk is szinte megegyezik,  sok rajongó észre sem vette, hogy nem Malcolm van a színpadon. 2014-ben Malcolm végleg visszavonult egészségügyi okok (demencia) miatt, ezért Stevie helyettesíti.

## Diszkográfia
Starfighters
- Starfighters (1981) Jive Records
- In-Flight Movie (1983) Jive Records

AC/DC
- Rock or Bust (2014)
- Power Up (2020)